# Crossroads (Stargate SG-1)
Crossroads (Encrucijada) es el cuarto episodio de la cuarta temporada de la serie de televisión de ciencia ficción Stargate SG-1, y el septuagésimo capítulo de toda la serie. 

## Trama
El Portal se activa y al recibir el IDC del Maestro Bra'tac, el iris se abre. Sin embargo, no es Bra'tac quien llega, sino Shan'auc, una vieja conocida de Teal'c. Ella le dice al SGC que pudo hablar con su simbionte e incluso influenciarlo para que se una a la causa Tok'ra y Tau'ri. No obstante, tanto el SGC como Teal'c no están convencidos de eso. Shan’auc se siente ofendida y está a punto de irse cuando repentinamente se desmaya, al parecer, debido a que el Goa'uld dentro de ella ya ha madurado y está listo para tomar un anfitrión, por lo que no podrá sustentar por mucho más tiempo su sistema inmunológico.
Luego Teal'c, mediante un estado profundo de Kel'no'reem, intenta comunicarse también con su simbionte Mientras medita, él ve una visión en donde Cronos mata a su padre, comprobando así que es posible la comunicación. La visión que el simbionte escogió le indica a Teal'c que el simbionte lo odia mucho.
La Tok'ra Anise pronto es convocada al SGC, pues el simbionte de Shan’auc desea unirse a los Tok'ra. Después de consultar con el consejo, los Tok'ra informan que han aceptado la propuesta, y que además lograron conseguir una nueva larva Goa'uld para Shan’auc. Viajan a la base Tok'ra donde conocen a Hebron, el anfitrión voluntario del simbionte. Debido a que Shan’auc no puede aguantar más, el simbionte se ve forzado a saltar de su cuerpo al de Hebron. Mientras Shan'auc se recupera gracias a su nuevo simbionte, el Goa'uld revela que se llama Tanith. Su anfitrión, Hebron, también habla y dice estar bien. Sin embargo, el Coronel O’Neill no está convencido de que sea así. Por otro lado, el Coronel también se siente molesto por la evidente poca voluntad de los Tok'ra de compartir con los Tau'ri todos los conocimientos genéticos que Tanith posee. Debido a esto, el SG-1 vuelve inmediatamente a la Tierra, pero Teal’c se queda un poco más y revela a Shan’auc que él pretende dejar el SGC, y volver a Chulak con ella, cuando este recuperada, de modo que puedan enseñar a otros Jaffa a comunicarse con sus propios simbiontes. Shan’auc confirma una sospecha expresada antes por O'Neill, llamando a Teal’c “mi amor”.
Más adelante, esa noche, Shan'auc va a hablar con Tanith/Hebron, pero éste repentinamente le ataca revelándole que él sigue siendo un Goa'uld, y que será castigada por su osadía de intentar leer la mente de su Dios.
En la Tierra, Teal’c informa al SGC su intención de volver a Chulak, pero en ese momento los Tok’ra llegan con el cuerpo de Shan’auc, cuya larva parece haber muerto naturalmente, como resultado del retraso en conseguir un nuevo simbionte. En el Luto, Teal’c intenta comunicarse de nuevo con su simbionte. Tiene la misma visión que antes, pero ahora se entera de cómo Cronos mató a su padre; Cronos machacó la larva para introducir su sangre directamente en la circulación sanguínea del anfitrión; esta es al parecer la muerte más lenta y dolorosa que un Jaffa puede tener. Teal’c piensa entonces que Shan’auc fue asesinada y se lo dice a O'Neill.
El SG-1 vuelve luego a la base Tok'ra, y revela que la autopsia de Shan’auc confirma la visión de Teal'c. Anise deduce que Teal'c ha vuelto para vengarse, pero cuando le dice que no es posible, él va inmediatamente a buscar a Tanith, barriendo con cualquier intervención. Para detenerlo al final se necesitan 5 o 6 Tok'ra.
Anise pronto les explica que han decidido permitir que Tanith crea que ha tenido éxito en su infiltración, y controlando la información que recibe esperan poder engañar a los Goa'uld. O’Neill concluye que ellos sabían la verdad de Tanith, y en efecto, Anise confirma esto, pero dice que hasta la muerte de Shan'auc solo eran sospechas. También dice que Hebron conocía bien los riesgos, y que procurarán extirpar a Tanith de él una vez que este no les sirva más.
Antes de irse, Teal'c enfrenta a Tanith cara a cara, y apenas conteniéndose le dice que espera que el sacrificio de Shan'auc no sea en vano. Tanith le promete que no lo será, y le expresa un deseo de volver a verle alguien día. A su vez Teal'c promete que ciertamente así será.

## Artistas invitados
- Vanessa Angel como Anise/Freya.
- Musetta Vander como Shan'auc.
- Peter Wingfield como Tanith/Hebron.
- Gary Jones como Walter Harriman.
- Teryl Rothery como la Dra. Fraiser.
- Ron Hadler como Cronus.
- Sean Millington como Ronac.